# Jacques de l’Ange

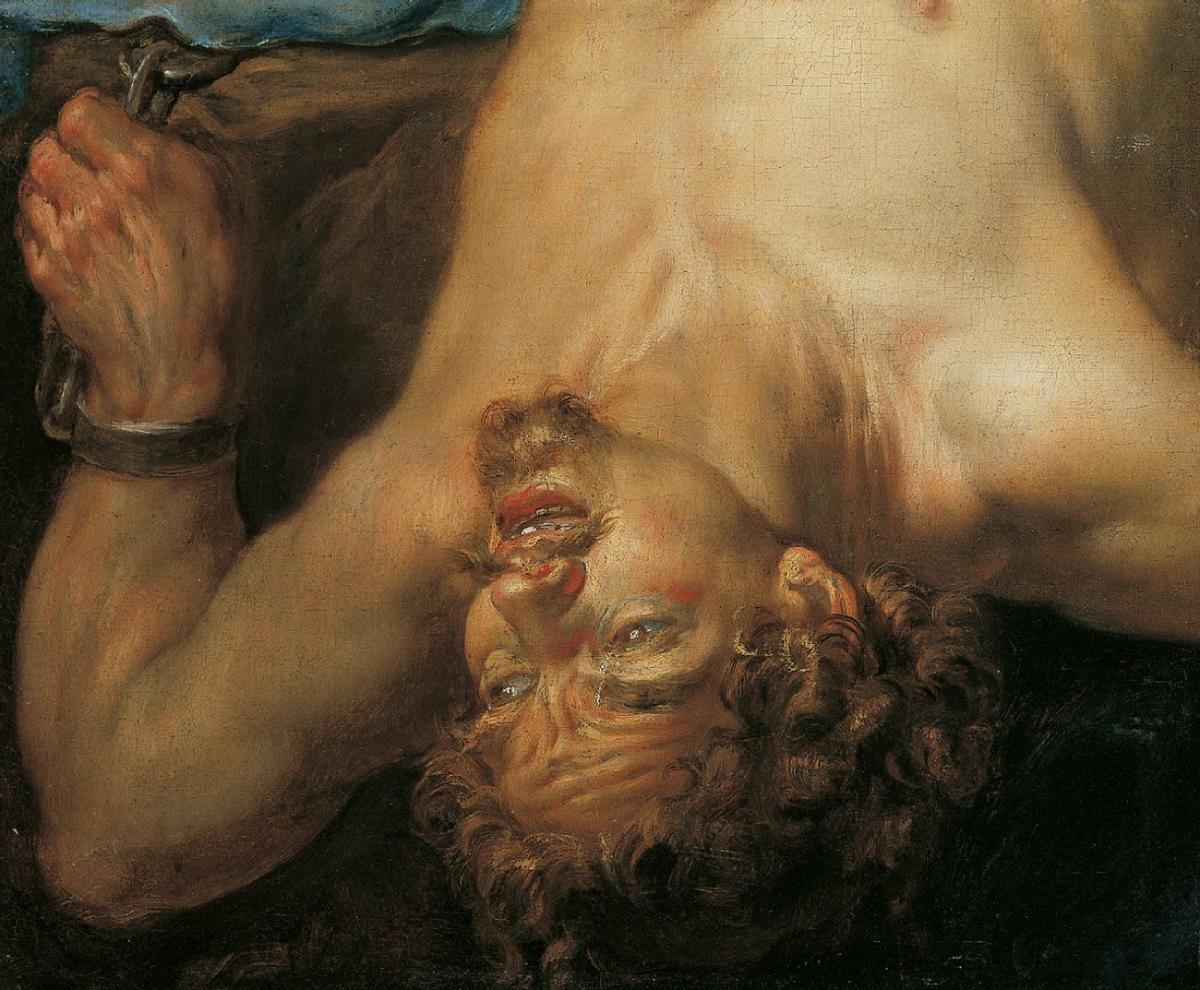
Gefesselter Prometheus

Jacques de l’Ange oder der Monogrammist JAD (ca. 1621 – ca. 1644) war ein flämischer Maler und Zeichner, der bekannt ist für seine Genrebilder und Historienbilder, die in einem caravaggesken Stil ausgeführt sind. Der Künstler wurde erst Mitte der 1990er Jahre wiederentdeckt, da sein Werk zuvor anderen nördlichen Caravaggisten und insbesondere denen der Utrechter Caravaggisten zugeschrieben wurde.

## Leben

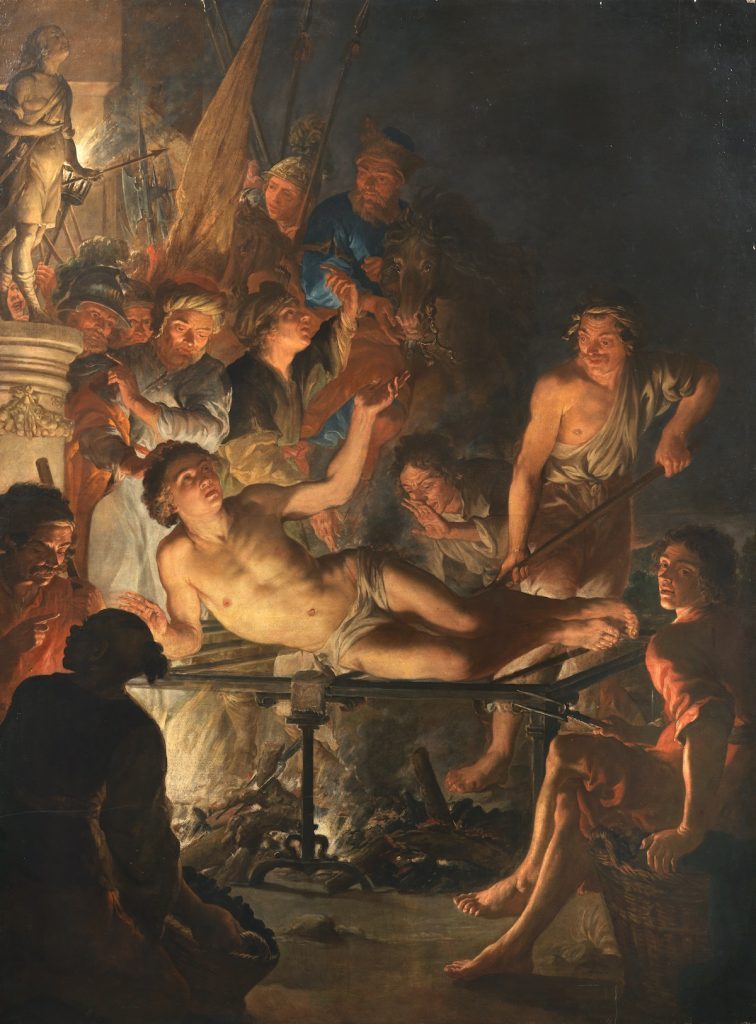
Das Martyrium des heiligen Laurentius

Über das Leben von Jacques de l’Ange ist sehr wenig bekannt. Es ist nicht klar, ob er mit dem Genre- und Historienmaler Jacques (Jacob) de Langhe identifiziert werden sollte, der 1632–1633 in Antwerpen verzeichnet ist und ein Schüler von Jan Cossiers war. Ein Jacques de l’Ange wurde unter Jan Cossiers ausgebildet und war im Gildejahr 1632–1633 als Cossiers’ Schüler in der Antwerpener Lukasgilde registriert. Wenn es sich um denselben Jacques de l’Ange handelt, wurde er wahrscheinlich um 1621 geboren. Er wurde später nicht als Meister der Gilde registriert, was darauf hindeutet, dass er wahrscheinlich nach Abschluss seiner Lehrzeit weiter in der Werkstatt seines Meisters arbeitete. Um 1640 war er in der Lage, einige Werke in seinem eigenen Namen zu produzieren.
Um 1642 verließ er Antwerpen in Richtung Italien. Über die Orte in Italien, die er besuchte, sind bisher keine direkten Belege gefunden worden. Es ist wahrscheinlich, dass er einige Zeit in Neapel verbrachte. Hier scheint er von der Arbeit von Matthias Stom, der zuvor in Neapel gearbeitet hatte, und italienischen Künstlern der örtlichen Malerschule beeinflusst worden zu sein.
Es ist wahrscheinlich, dass er nach nur wenigen aktiven Jahren in Italien um 1644 starb.

## Arbeiten

### Wiederentdeckung
Jacques de l’Ange wurde erst 1994 von dem Gelehrten Bernhard Schnackenburg wiederentdeckt, als er das mit dem Monogramm JAD signierte Gemälde der Heiligen Familie im Noordbrabants Museum in ’s-Hertogenbosch mit einer Reihe anderer caravaggesker Gemälde in Verbindung bringen konnte. Zuvor war Jacques de l’Ange nur als „Monogrammist JAD“ bekannt, weil er seine Gemälde mit eben diesen Initialen signierte.

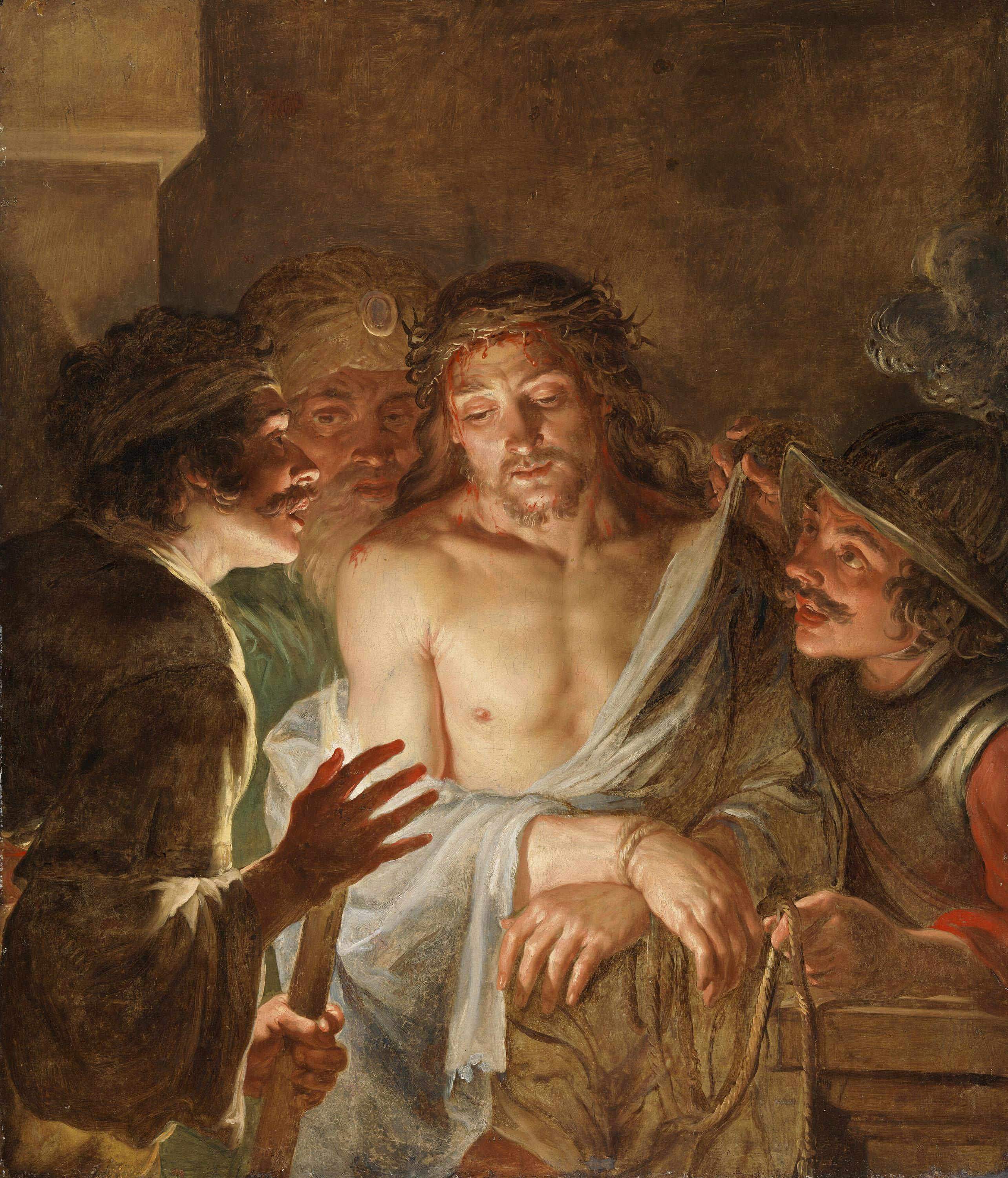
Ecce Homo

Vor seiner Wiederentdeckung wurden de l’Anges Kompositionen anderen Malern, vor allem aus der Utrechter Schule, wie Gerard van Honthorst und Joachim Sandrart, zugeschrieben.  Seine Werke zeigen auch eine enge Verwandtschaft mit dem Werk des niederländischen oder flämischen Malers Matthias Stom, von dem bekannt ist, dass er in Neapel arbeitete, wo er eine Reihe von Kerzenlichtszenen schuf, die de l’Ange eindeutig beeinflussten. Die Verwechslung mit diesen anderen Malern wurde wahrscheinlich dadurch verursacht, dass Jacques de l’Ange wie sie in einem von Caravaggio beeinflussten Stil malte. Auch de l’Anges Meister Jan Cossiers war zunächst ein Anhänger Caravaggios, dessen Werke Cossiers während eines Romaufenthaltes studiert haben könnte.

### Historienmalerei
Die Kompositionen, die derzeit de l’Ange zugeschrieben werden, umfassen sowohl religiöse und mythologische Themen als auch historische Sujets und allegorische Genreszenen. Beispiele für erstere sind der Gefesselte Prometheus (Lempertz, 19. Mai 2007, Köln, Los 1085) und Die Heilige Familie (Noordbrabants Museum, ’s-Hertogenbosch). Die letztgenannte Komposition wurde früher Abraham van Diepenbeeck und Pieter van Lint zugeschrieben.  Zu seinen Historienbildern gehören außerdem das Martyrium der heiligen Dymphna und des heiligen Gerebernus (Staatsgalerie im neuen Schloss Schleißheim, Oberschleißheim), das früher Gerard Seghers zugeschrieben wurde, und zwei Versionen des Todes des Seneca (Privatsammlungen), von denen eine früher dem „Kreis um Matthias Stom“ zugeschrieben wurde.

### Sieben Todsünden

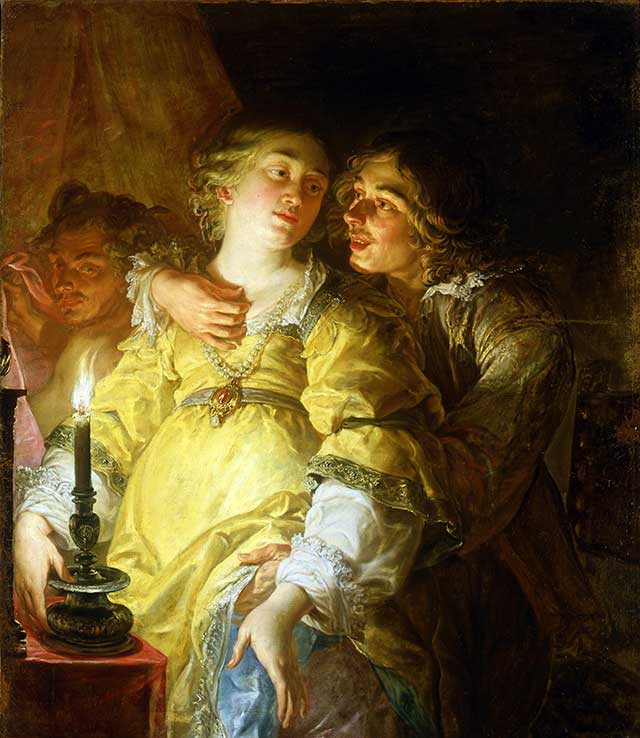
Allegorie der Wollust (oder Die Liebenden, aus dem Zyklus: Die sieben Todsünden)

Jacques de l’Ange ist vor allem für seine Serie von sieben Genrebildern bekannt, die die sieben Todsünden darstellen. Von der Serie fertigte er mehrere Exemplare an, die von der damaligen Popularität des Themas zeugen. Sie werden unter anderem in der Eremitage (Sankt Petersburg), im Milwaukee Art Museum, in der Museumslandschaft Hessen Kassel und im Musée du Séminaire (Quebec) aufbewahrt. Die Eremitage schreibt auf ihrer Website die Allegorie der Eitelkeit noch Joachim Sandrart zu. Ein weiteres Gemälde aus der Reihe der Todsünden mit der Darstellung der „Wollust“ wurde in der Sammlung der  Galleria Parmiggiani, Reggio Emilia, identifiziert, wo es Joachim Sandrart und Matthias Stom zugeschrieben wird.
Das Ashmolean Museum besitzt einen kompletten Satz der sieben auf Kupfer ausgeführten Kompositionen. Es wird angenommen, dass einige von ihnen von Jacques de l’Ange als kleinformatige Ricordi nach der Fertigstellung der Serie um 1642 gemalt wurden, andere könnten Entwürfe für die größeren Gemälde sein. Es ist nicht klar, ob alle großen Gemälde der Serie fertiggestellt wurden.
Wie andere Anhänger Caravaggios nutzte de l’Ange Licht, meist aus einer einzigen Quelle, um dramatische Effekte zu erzielen. Zum Beispiel in seiner Komposition, die die Völlerei darstellt, platzierte er eine Kerze auf der rechten Seite der Komposition, um dramatische, fast theaterartige Schatten zu erzeugen. Dadurch tritt die Szene aus dem dunklen Hintergrund hervor und gewinnt an Tiefe, da die Modellierung der Figuren akzentuiert wird.